# Sonderfahndungsliste

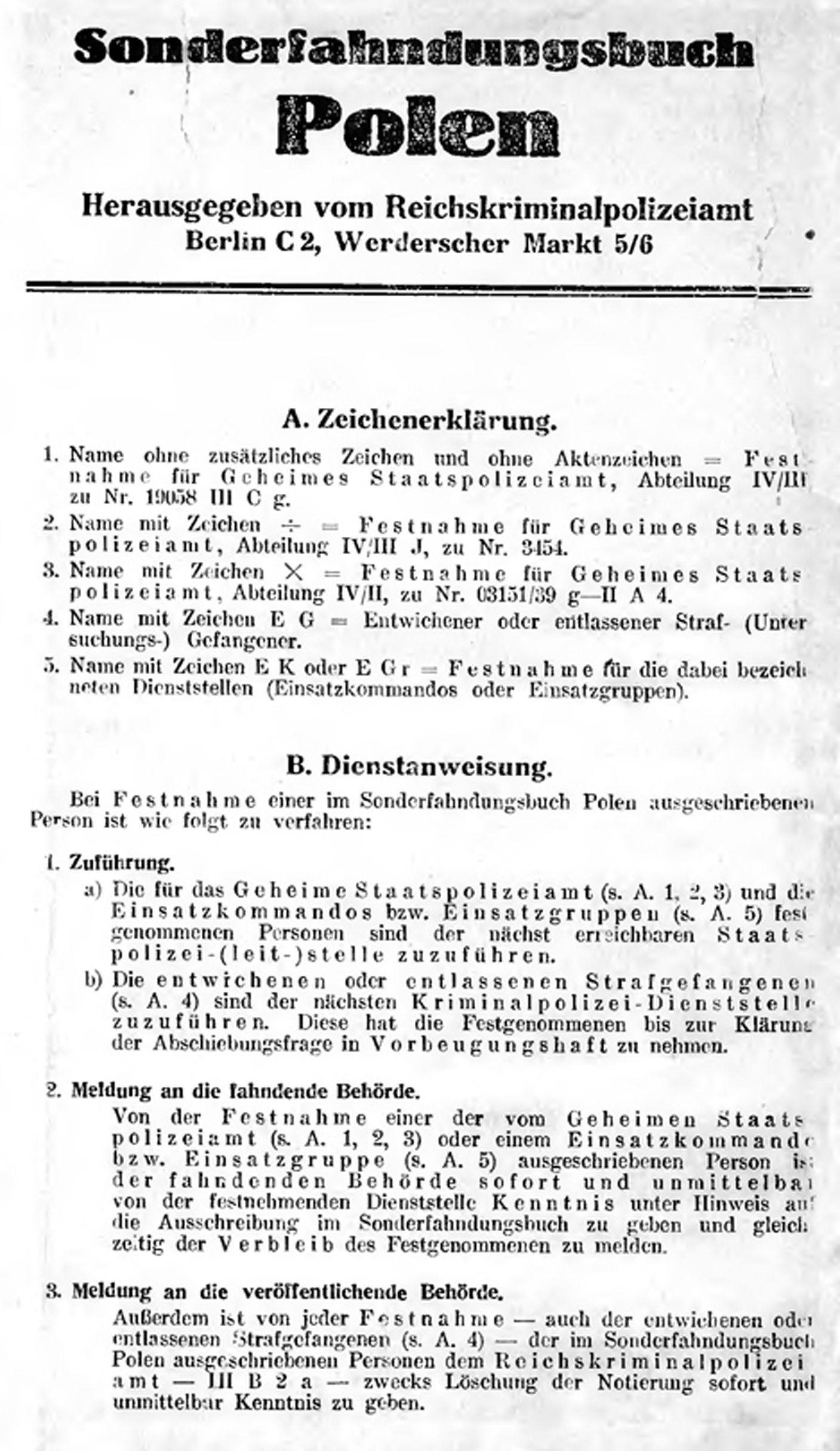
Sonderfahndungsbuch Polen (1939)

Sonderfahndungslisten und das Sonderfahndungsbuch Polen mit Namen und Daten der zu verhaftenden Personen in den besetzten Gebieten wurden vom Reichskriminalpolizeiamt (RKPA) (im September 1939 aufgegangen im Reichssicherheitshauptamt (RSHA)) vor Kriegsbeginn und in der Anfangszeit des Zweiten Weltkrieges zusammengestellt. Die Listen enthalten Tausende von Namen von Gegnern des Nationalsozialismus und sind daher heute eine viel benutzte personengeschichtliche Quelle zu dieser Personengruppe.
Bekannt sind z. B.
- das Sonderfahndungsbuch Polen mit 61.000 Namen
- die Sonderfahndungsliste UdSSR[1]
- die Sonderfahndungsliste West (Belgien, Frankreich und Luxemburg)[2]
- die Sonderfahndungsliste G.B. (Großbritannien)[3]
- die Sonderfahndungsliste Jugoslawien[4]

## Sonderfahndungsbuch Polen
Das Sonderfahndungsbuch Polen wurde ab Mai 1939 vom Amt II des Sicherheitsdienstes des Reichsführers SS (SD) zusammen mit Mitgliedern der deutschen Minderheit in Polen verfasst; es enthielt etwa 61.000 Namen. Die im Buch angeführten Personen sollten nach der Besetzung Polens entweder verhaftet oder erschossen werden.
Mit der „Intelligenzaktion“ zur Vernichtung der polnischen Inteligencja wurden die von Reinhard Heydrich aufgestellten Einsatzgruppen der Sicherheitspolizei und des SD beauftragt. Heydrich erweiterte den Aufgabenbereich der Einsatzgruppen auf alle Personen, die gemäß der NS-Ideologie feindlich waren.

## Ausgaben
- Werner Röder (Hrsg.): Sonderfahndungsliste UdSSR. Erlangen, Verlag für Zeitgeschichtliche Dokumente und Curiosa, 1976.
- Imperial War Museum: The Black Book (Sonderfahndungsliste G.B.), (= Facsimile Reprint Series Bd. 2), London 1989.